# Óscar Aizpeolea
Óscar Aizpeolea, a veces escrito Oskar Aizpeolea (Colonia Barón, provincia de La Pampa, Argentina, 1949) es un director de cine argentino de origen vasco.

## Trayectoria
En 1982 dirigió y guionó el cortometraje Como la sombra tenue de una hoja en el que actuó la actriz Analía Gadé, en 1983 fue ayudante de dirección en el cortometraje La espera dirigido por Fabián Bielinsky y en 1984 colaboró en la escenografía y vestuario de El juguete rabioso. En 1991 realizó su primer largometraje, Loraldia (El tiempo de las flores) . En 2001 dirigió La rosa azul  en la que nuevamente participó Analía Gadé, a las que siguieron El fuego y el soñador (2003)  y Apocalipsis, 13, una experiencia teatral que en 2003 filmó en 13 días en el Teatro Colonial, de Avellaneda.
Oscar Aizpeolea fue homenajeado en el XVIII Festival de cine gay y lésbico de 2003 realizado en Turín.